# Nevada (Espanha)
Nevada é um município da Espanha na província de Granada, comunidade autónoma da Andaluzia, de área 78 km² com população de 1194 habitantes (2007) e densidade populacional de 16,00 hab/km².

## Demografia
| Variação demográfica do município entre 1991 e 2004 | Variação demográfica do município entre 1991 e 2004 | Variação demográfica do município entre 1991 e 2004 | Variação demográfica do município entre 1991 e 2004 |
| --------------------------------------------------- | --------------------------------------------------- | --------------------------------------------------- | --------------------------------------------------- |
| 1991                                                | 1996                                                | 2001                                                | 2004                                                |
| 1515                                                | 1418                                                | 1272                                                | 1228                                                |